# بريدراغ بوشنياك
بريدراغ بوشنياك (بالمجرية: Predrag Bošnjak)‏ هو لاعب كرة قدم مجري في مركز الدفاع، ولد في 13 نوفمبر 1985 في سوبتيتسا في صربيا. شارك مع منتخب المجر لكرة القدم. أما مع النوادي، فقد لعب مع نادي بروليتر نوفي ساد ونادي فيرينتسفاروشي.

## وصلات خارجية
- بريدراغ بوشنياك على موقع قاعدة بيانات كرة القدم.إي يو (الإنجليزية)
- بريدراغ بوشنياك على موقع ناشيونال فوتبول تيمز (الإنجليزية)
- بريدراغ بوشنياك على موقع Soccerway.com (الإنجليزية)